# 戴维·吉
戴维·阿伦·吉（约1929年—2013年6月13日），华裔澳大利亚人，钱币学家、硬币经销商、硬币收藏家、硬币造价者。出生于广东，1939年6月乘“SS Changtsu”号抵达澳大利亚。1963年，他因持有类似于用于制作邮票的假模板而被判犯有两项罪名。
他曾是一个硬币经销商和成人电影放映商，还曾伪造了一些澳大利亚稀有硬币。1979年，因伪造硬币被判处七年徒刑。

## 备注
1. ↑  名字为音译

## 扩展阅读
- Jeffrey Watson, Don Thomas, and Jack Bennett, Heads I win: the true story of David Gee, Australia's most audacious coin forger (1986).